# 1963-as magyar atlétikai bajnokság
Az 1963-as magyar atlétikai bajnokság a 68. magyar bajnokság volt.

## Eredmények

### Férfiak
| Versenyszám                          | Arany                                                                                 | Arany      | Ezüst                                                                                | Ezüst     | Bronz                                                                          | Bronz     |
| ------------------------------------ | ------------------------------------------------------------------------------------- | ---------- | ------------------------------------------------------------------------------------ | --------- | ------------------------------------------------------------------------------ | --------- |
| 100 m                                | Csutorás Csaba Bp. Honvéd                                                             | 10,5       | Mihályfi László TFSE                                                                 | 10,8      | Rábai Gyula Újpesti Dózsa                                                      | 10,9      |
| 200 m                                | Mihályfi László TFSE                                                                  | 21,2       | Csutorás Csaba Bp. Honvéd                                                            | 21,2      | Gyulai István Bp. Honvéd                                                       | 21,6      |
| 400 m                                | Gyulai István Bp. Honvéd                                                              | 47,6       | Tóth Gyula Szegedi VSE                                                               | 48,5      | Nemesházi Imre Vasas Izzó                                                      | 48,7      |
| 800 m                                | Parsch Péter Vasas                                                                    | 1:51,5     | Kiss György Győri Dózsa                                                              | 1:51,7    | Garbacz Ferenc Újpesti Dózsa                                                   | 1:52,4    |
| 1500 m                               | Parsch Péter Vasas                                                                    | 3:46,5     | Simon Attila Ferencvárosi TC                                                         | 3:46,9    | Kiss György Győri Dózsa                                                        | 3:47,0    |
| 5000 m                               | Pintér János Bp. Spartacus                                                            | 14:04,2    | Mecser Lajos Salgótarjáni BTC                                                        | 14:04,8   | Simon Dénes Bp. Spartacus                                                      | 14:06,6   |
| 10 000 m július 14.                  | Sütő József Vasas                                                                     | 29:12,0    | Sovák János Tatabányai Bányász                                                       | 29:18,8   | Pintér János Bp. Spartacus                                                     | 29:31,6   |
| 4 × 100 m október 5–6.               | Csutorás Csaba Gyulai István Kalocsai Henrik Regényi János Bp. Honvéd SE              | 42         | Hevesi László Vértessy Miklós Kerekes András Révész Péter BEAC                       | 42,8      | Hahn Ferenc Vargyas Csaba Vojtha László Kocsondi Csaba Debreceni ASE           | 43,0      |
| 4 × 200 m                            | Hevesi László Kerekes András Vértesy Miklós Révész Péter BEAC                         | 1:28,9     | Turóczy Árpád Gyulai István Regényi János Majercsik Mihály Bp. Honvéd                | 1:29,3    | Farkas Ferenc Vámos Tibor Nagy Sándor Margitics Béla Újpesti Dózsa             | 1:29,8    |
| 4 × 400 m október 27.                | Majercsik Mihály Regényi János Csutorás Csaba Gyulai István Bp. Honvéd                | 3:18,5     | Tálas István Vámos Tibor Vida Lajos Benkő János Újpesti Dózsa                        | 3:21,5    | Nagy Kiss Endre Matis Géza Révész Károly Pécsi VSK                             | 3:22,5    |
| 4 × 800 m                            | Andok Pál Hajós Ferenc Farkas János Parsch Péter Vasas SC                             | 7:45,4     | Török László Kovács Lajos Garbacz Ferenc Prohászka István Újpesti Dózsa              | 7:46,4    | Molnár Péter Papp Béla Ocskay Attila Szalai István Tatabányai Bányász          | 7:48,8    |
| 4 × 1500 m                           | Andok Pál Sütő József Farkas János Parsch Péter Vasas SC                              | 16:25,4    | Szerényi István Jóny István Horváth Miklós Kiss István Bp. Honvéd                    | 16:29,2   | Etényi Gyula Papp Béla Sovák János Szalai István Tatabányai Bányász            | 16:37,0   |
| 110 m gát                            | Csányi Zoltán Újpesti Dózsa                                                           | 14,6       | Turóczy Árpád Bp. Honvéd                                                             | 15,2      | Berzi Károly Diósgyőri VTK                                                     | 15,3      |
| 200 m gát                            | Csányi Zoltán Újpesti Dózsa                                                           | 24,1       | Vértesy Miklós BEAC                                                                  | 24,3      | Fluck Miklós Vasas                                                             | 24,5      |
| 400 m gát                            | Vértesy Miklós BEAC                                                                   | 53,2       | Benkő János Újpesti Dózsa                                                            | 53,3      | Giczei Csaba Debreceni VSC                                                     | 54,3      |
| 3000 m akadály                       | Mácsár József Bp. Vörös Meteor                                                        | 8:45,4     | Fazekas Miklós Diósgyőri VTK                                                         | 8:52,4    | Molnár Sándor MTK                                                              | 9:01,8    |
| 20 km gyaloglás augusztus 11.        | Havasi István Bp. Postás                                                              | 1:36:21,2  | Dinesz Béla Bp. Postás                                                               | 1:37:10,4 | Göri István Debreceni EAC                                                      | 1:38:32,6 |
| 50 km gyaloglás november 16.         | Havasi István Bp. Postás                                                              | 4:22:40    | Dinesz Béla Bp. Postás                                                               | 4:42:23,2 | Tesch Ferenc Bp. Spartacus                                                     | 4:54:09   |
| magasugrás                           | Medovárszky János Békéscsabai MÁV                                                     | 200 cm     | Pataki Zoltán Bp. Honvéd                                                             | 195 cm    | Szekeres Tibor Újpesti Dózsa                                                   | 195 cm    |
| távolugrás                           | Kalocsai Henrik Bp. Honvéd                                                            | 747 cm     | Hámori Imre Bp. Honvéd                                                               | 704 cm    | Puczkó József Gyulai MEDOSZ                                                    | 700 cm    |
| hármasugrás                          | Kalocsai Henrik Bp. Honvéd                                                            | 15,46 m    | Ivanov Dragán TFSE                                                                   | 15,25 m   | Czapalai Gyula Újpesti Dózsa                                                   | 15,01 m   |
| rúdugrás                             | Tamás István Bp. Spartacus                                                            | 410 cm     | Hubai Gyula Bp. Honvéd                                                               | 410 cm    | Perlaki Andor Pécsi Dózsa                                                      | 390 cm    |
| súlylökés                            | Varjú Vilmos VM KÖZÉRT                                                                | 18,89 m    | Nagy Zsigmond MAFC                                                                   | 18,18 m   | Fejér Géza Bp. Honvéd                                                          | 16,55 m   |
| diszkoszvetés                        | Szécsényi József Bp. Honvéd                                                           | 54,43 m    | Klics Ferenc Vasas                                                                   | 51,42 m   | Bakai József Csepel SC                                                         | 50,46 m   |
| gerelyhajítás                        | Kulcsár Gergely Bp. Építők                                                            | 78,08 m    | Krasznai Sándor Újpesti Dózsa                                                        | 67,42 m   | Petőváry Attila Újpesti Dózsa                                                  | 67,34 m   |
| kalapácsvetés                        | Zsivótzky Gyula Újpesti Dózsa                                                         | 68,10 m    | Eckschmiedt Sándor TFSE                                                              | 63,19 m   | Varga Sándor Bp. Spartacus                                                     | 57,56 m   |
| tízpróba október 26–27.              | Bakai József Csepel SC                                                                | 7041       | Csányi Zoltán Újpesti Dózsa                                                          | 6253      | Czabán Dániel Bp. Honvéd                                                       | 5676      |
| maraton szeptember 1.                | Sütő József Vasas                                                                     | 2:29:40,2  | Molnár Sándor MTK                                                                    | 2:34:50,6 | Tóth Gyula Ózdi Kohász                                                         | 2:36:19,0 |
| mezei futás április 21.              | Sütő József Vasas                                                                     | 30:16,0    | Mecser Lajos Salgótarjáni Bányász                                                    | 30:47,0   | Huszár János Békéscsabai MÁV                                                   | 30:53,8   |
| kis mezei futás (4 km) április 21.   | Szekeres Béla MAFC                                                                    | 11:31,0    | Kiss György Győri Dózsa                                                              | 11:32,0   | Szerényi János Bp. Honvéd                                                      | 11:34,2   |
| csapat 5000 m október 27.            | Sovák János Szentiványi Gergely Szalai István Kiss Antal Papp Béla Tatabányai Bányász | 30         | Parsch Péter Farkas János Sütő József Andok Pál Schirilla György Vasas SC            | 37        | Horváth Miklós Jóny István Kun István Szpodnyi Ferenc Fábián Rudolf Bp. Honvéd | 65        |
| csapat 20 km gyaloglás augusztus 11. | Havasi István Dinesz Béla Stefanik Pál Bp. Postás                                     | 5:03:47,6  | Göri István Debreceni EAC                                                            | 5:32:49,6 | Bp. Honvéd                                                                     | 5:44:45,6 |
| csapat 50 km gyaloglás november 16.  | Havasi István Dinesz Béla Stefanik Pál Bp. Postás                                     | 13:59:18,2 | Sorger Sándor Kapusi János Vasas                                                     | 15:45:27  | Törekvés                                                                       | 17:03:24  |
| csapat maraton szeptember 1.         | Molnár Sándor Szalay Béla Mohr Kálmán MTK                                             | 8:16:39,8  | Bp. Honvéd                                                                           | 8:39:27,0 | Vasas                                                                          | 8:56:04,2 |
| csapat mezei futás április 21.       | Sütő József Farkas János Andók Pál Vasas SC                                           | 18         | Pintér János Simon Dénes Szőke Károly Bp. Spartacus                                  | 19        | Molnár Sándor Szalai Béla Aranyi József MTK                                    | 30        |
| csapat kis mezei futás április 21.   | Szerényi János Iharos Sándor Horváth Miklós Jóny István Fábián Rudolf Bp. Honvéd      | 42         | Kovács Lajos Prohászka István Kovács József Garbacz Ferenc Máté Sándor Újpesti Dózsa | 117       | Parsch Péter Mester Csaba Schirilla György Hajós Ferenc Molnár István Vasas    | 132       |

Az október 5-én megrendezett férfi 4 × 400 m-es váltó eredményét hibás pályakimérés miatt megsemmisítették. A versenyt október 27-én  pótolták.

### Nők
| Versenyszám                    | Arany                                                                    | Arany   | Ezüst                                                                        | Ezüst   | Bronz                                                                   | Bronz   |
| ------------------------------ | ------------------------------------------------------------------------ | ------- | ---------------------------------------------------------------------------- | ------- | ----------------------------------------------------------------------- | ------- |
| 100 m                          | Markó Margit Vasas Izzó                                                  | 11,6    | Heldt Erzsébet Újpesti Dózsa                                                 | 11,8    | Such Ida BVSC                                                           |         |
| 200 m                          | Heldt Erzsébet Újpesti Dózsa                                             | 24,4    | Markó Margit Vasas Izzó                                                      | 24,7    | Munkácsi Antónia Vasas Izzó                                             | 24,8    |
| 400 m                          | Kazi Olga MAFC                                                           | 54,9    | Munkácsi Antónia Vasas Izzó                                                  | 55,1    | Takács Katalin Újpesti Dózsa                                            | 57,6    |
| 800 m                          | Kazi Olga MAFC                                                           | 2:07,9  | Nagy Zsuzsa BEAC                                                             | 2:12,4  | Sasvári Gizella Szombathelyi Haladás                                    | 2:12,8  |
| 4 × 100 m                      | Heldt Erzsébet Orbán Irén Németh Ida Kispálné Skultéty Eta Újpesti Dózsa | 47,9    | Mihalovits Júlia Benkovits Györgyi Bácskai Mária Kovács Annamária Bp. Honvéd | 48,2    | Gulyás Anna Gerhardt Zsuzsa Baricza Ágnes Tyetyák Anna BEAC A           | 48,6    |
| 4 × 200 m október 27.          | Orbán Irén Kispál Jánosné László Sándorné Heldt Erzsébet Újpesti Dózsa   | 1:43,5  | Gulyás Erzsébet Tyetyák Anna Baricza Ágnes Nagy Zsuzsa BEAC                  | 1:45,9  | Császi Katalin Császi Gizella Szunyoghy Éva Csikós Katalin Szolnoki MÁV | 1:48,7  |
| 3 × 800 m                      | Bádé Margit Gyenei Katalin Zsilák Ilona Békéscsabai Dózsa                | 7:08,8  | Gulyás Anna Tyetyák Anna Nagy Zsuzsa BEAC A                                  | 7:19,4  | Gyenes Gabriella Malina Mária Hagymási Erzsébet Ferencvárosi TC         | 7:27,8  |
| 80 m gát                       | Rózsavölgyi Jánosné Bp. Vörös Meteor                                     | 11,4    | Jónás Ildikó Magyar Pamut                                                    | 11,5    | Benkovics Györgyi Bp. Honvéd                                            | 11,8    |
| magasugrás                     | Gelei Éva Szegedi VSE                                                    | 160 cm  | Steitz Anna TFSE                                                             | 157 cm  | Andor Emőke Vasas                                                       | 157 cm  |
| távolugrás                     | Rózsavölgyi Jánosné Bp. Vörös Meteor                                     | 569 cm  | Kispál Jánosné Újpesti Dózsa                                                 | 592 cm  | Kovács Annamária Bp. Honvéd                                             | 576 cm  |
| súlylökés                      | Bognár Judit Bp. Honvéd                                                  | 16,13 m | Mikuss Judit Újpesti Dózsa                                                   | 14,78 m | Kontsek Jolán Újpesti Dózsa                                             | 14,25 m |
| diszkoszvetés                  | Stugner Judit Újpesti Dózsa                                              | 52,30 m | Kontsek Jolán Újpesti Dózsa                                                  | 48,75 m | Bognár Judit Bp. Honvéd                                                 | 48,36 m |
| gerelyhajítás                  | Dusnoki Zsuzsa TFSE                                                      | 50,28 m | Radnai Ágnes Vasas                                                           | 47,97 m | Antal Márta Vasas                                                       | 47,83 m |
| ötpróba október 26–27.         | Rózsavölgyi Jánosné Bp. Vörös Meteor                                     | 4251    | Császi Katalin Szolnoki MÁV                                                  | 3979    | Mihályfi Éva Diósgyőri TK                                               | 3902    |
| mezei futás április 21.        | Tóth Mária Bp. Helyiipar                                                 | 4:33,4  | Zsilák Ilona Békéscsabai Dózsa                                               | 4:38,2  | Turi Emília BVSC                                                        | 4:43,4  |
| csapat mezei futás április 21. | Zsilák Ilona Gyenei Katalin Kiss Márta Békéscsabai Dózsa                 | 18      | Ribnikár Gizella G. Nagy Erzsébet Mődl Emma Bp. Honvéd                       | 37      | Hagymási Erzsébet Kreisch Magda Gyenes Gabriella Ferencvárosi TC        | 39      |

Az október 5-én megrendezett női 4 × 200 m-es váltó eredményét hibás pályakimérés miatt megsemmisítették. A versenyt október 27-én  pótolták.